# الاگوز، اردهان
الاگوز (به لاتین: Alagöz) یک روستا در ترکیه است که در استان اردهان واقع شده‌است. جمعیت این منطقه در سال ۲۰۲۱، برابر با ۲۶۱ نفر بوده است. جمعیت این روستا را قره‌پاپاق‌ها تشکیل می‌دهند.